# Danku Csaba
Danku Csaba Dezső (Debrecen, 1983. november 19. –) magyar jogász, Debrecen aljegyzője, c. egyetemi oktató, volt helyettes államtitkár. Házas, három gyermek édesapja.

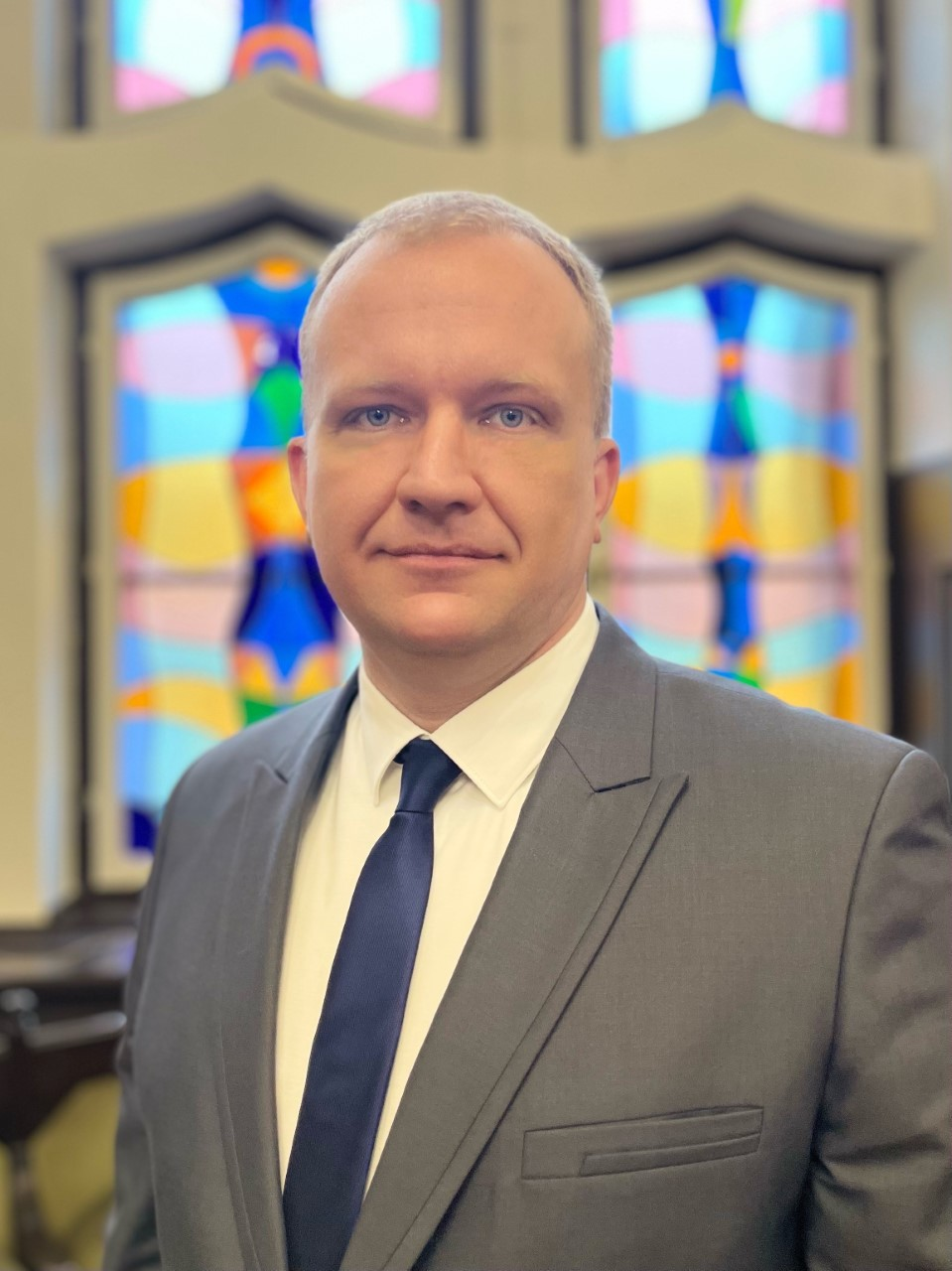
dr. Danku Csaba

## Pályája
Gyermekkorát a Szabolcs-Szatmár-Bereg megyei Vállajon töltötte. Általános iskolai tanulmányait 1990-től 1998-ig a szatmári községben végezte a II. Rákóczi Ferenc Általános Iskolában. Ezt követően 1998 és 2002 között Mátészalkán az Esze Tamás Gimnázium és Egészségügyi Szakközépiskola tanulója volt, itt szerzett gimnáziumi érettségit. 2002-ben felvételt nyert a Debreceni Egyetem Állam- és Jogtudományi Karára, ahol jogi diplomáját 2007-ben szerezte meg. 
2008-ban egy debreceni ügyvédi irodában helyezkedett el, majd ugyanebben az évben a Szabolcs-Szatmár-Bereg megyei önkormányzat munkatársa lett. 
2010-ben az Országgyűlés Hivatalában kezdett el dolgozni. Ugyanebben az évben a helyi önkormányzati képviselők és polgármesterek választásán helyi választási bizottság tagja volt. 
Az Országgyűlés Hivatalát követően 2012-től 2013-ig a Miniszterelnökség Parlamenti Főosztályát vezette. 
Az új választási eljárásról szóló törvény hatályba lépését követően Magyarország egyik közjogi tisztségviselője, mivel az újonnan létrejött Nemzeti Választási Irodában Pálffy Ilona elnök mellett általános elnökhelyettes 2013. június 16-ától 2014. június 24-ig. Hivatali ideje kivételes időszakra esett, mivel 2014-ben - mindössze egy év alatt - három általános országos választást kellett lebonyolítaniuk (országgyűlési, európai parlamenti, önkormányzati), és ehhez - a rendelkezésükre álló néhány hónap felkészülési idő alatt - sikeresen létrehozták a Nemzeti Választási Irodát, kiépítették a teljes és új választási informatikai rendszert, továbbá megalkották a jogszabályi környezetet. 2014 nyaráig fennálló megbízatása alatt Pálffy Ilona elnök, Danku Csaba általános elnökhelyettes és a Nemzeti Választási Iroda munkatársai kitartó munkájának köszönhetően az országgyűlési képviselők, valamint az európai parlamenti képviselők 2014. évi választásai zavartalanul, zökkenőmentesen, a jogszabályoknak megfelelően kerültek lebonyolításra, és lényegében a működése alatt kiépített rendszer szolgált alapul az az évi őszi önkormányzati választásokhoz is. 
Orbán Viktor, Magyarország miniszterelnöke a Miniszterelnökség helyettes államtitkárává nevezte ki 2014. június 25-i hatállyal, e tisztségét 2018. június 3-áig töltötte be. E feladatkörében a Miniszterelnökség akkori közigazgatási államtitkárával együtt szervezték többek között a 2014 és 2018 között működött Államreform Bizottság munkáját, melynek eredményeként megszületett az „Államreform II. – a  bürokráciacsökkentés programja”, amely jelentősen egyszerűsítette és racionalizálta a magyar állam működését. Ugyancsak feladatai közé tartozott a Miniszterelnökség tulajdonosi joggyakorlása alatt levő gazdasági társaságok felügyelete is. 
2015. február 11-étől a Nemzeti Közszolgálati Egyetem mentor-oktatója, 2016-ban megszerezte a jogi szakvizsgát. 
2017. július 1-jei hatállyal a Nemzeti Agrárgazdasági Kamara Ügyvezető Elnöksége az őszi agrárgazdasági kamarai választások lebonyolításában részt vevő Országos Kamarai Választási Bizottság tagjává választotta, ahol a testület munkáját erősítette választásszervezési- és lebonyolítási tapasztalataival. 
A Magyar Ügyvédi Kamara országos kamarai jogtanácsosi tagozatának a Miniszterelnökség által delegált, tanácskozási joggal részt vevő tagja volt 2018. márciusától, ahol a kamarai jogtanácsosi rendszer kiépítését segítette. 
Az Innovációs és Technológiai Minisztérium helyettes államtitkára 2018. június 4. és 2019. január 31. között. 
Orbán Viktor miniszterelnök 2019. február 1-jei hatállyal az Emberi Erőforrások Minisztériuma helyettes államtitkárává nevezte ki. Feladatkörében az Emberi Erőforrások Minisztériuma tulajdonosi joggyakorlása alá tartozó gazdasági társaságok tekintetében a minisztérium hatáskörébe tartozó tulajdonosi jogosítványok gyakorlását végezte (pl. Könyvtárellátó Közhasznú Nonprofit Kft., Nemzeti Színház Közhasznú Nonprofit Zrt., Nemzeti Artista- Előadó- és Cirkuszművészeti Központ Közhasznú Nonprofit Kft., Müpa Budapest - Művészetek Palotája Nonprofit Kft., Vasútegészségügyi Szolgáltató Nonprofit Közhasznú Kft.), továbbá a minisztérium felügyelete alá tartozó költségvetési szervek esetében felügyelte a vagyongazdálkodással összefüggő ágazati feladatokat. Az Emberi Erőforrások Minisztériumának megszűnésével helyettes államtitkári megbízatása véget ért.
2022. december 15-étől Debrecen Megyei Jogú Város Polgármesteri Hivatalának aljegyzője. 
2020. november 16. óta a Nemzeti Közszolgálati Egyetem címzetes oktatója is.